# Relações entre China e Filipinas
As relações entre China e Filipinas são as relações diplomáticas estabelecidas entre a República Popular da China e a República das Filipinas. Estas relações, que se estendem por vários séculos, foram predominantemente calorosas e cordiais. Mas nos últimos anos, ambos os países tiveram problemas que resultaram em seu "arrefecimento", atingindo um ponto baixo desde o estabelecimento de suas relações diplomáticas em junho de 1975.
Recentemente, são dominadas pelas disputas territoriais no Mar da China Meridional, que se agravaram desde o impasse naval sobre o banco de areia de Scarborough, em abril de 2012, e agravadas por questões de ocupação ilegal chinesa, estabelecimento ilícito de infra-estruturas e diversos incidentes de incursões e invasões dentro da zona económica exclusiva das Filipinas.